# Jack Farthing
Jack Farthing (Londra, 14 ottobre 1985) è un attore britannico, attivo in campo cinematografico, televisivo e teatrale.

## Biografia
Nato e cresciuto nel Nord di Londra, Jack Farthing si è laureato in storia dell'arte al St Catherine's College dell'Università di Oxford prima di intraprendere gli studi di recitazione alla London Academy of Music and Dramatic Art. Ha fatto il suo esordio sul piccolo schermo nella serie televisiva Pramface e da allora ha recitato regolarmente in televisione, diventando noto principalmente per i suoi ruoli di George Warleggan in Poldark e Gerald Paynter in Poirot. Il debutto cinematografico è avvenuto invece nel 2014 con il film Posh, a cui sono seguiti, tra gli altri, La figlia oscura e Spencer, in cui ha interpretato Carlo, principe di Galles. Attivo anche in campo teatrale, Farthing ha recitato in diversi allestimenti del Royal Court Theatre, dell'Hampstead Theatre e del Shakespeare's Globe, in cui ha recitato come Benvolio in Romeo e Giulietta e Dumaine in Pene d'amor perdute.

## Filmografia

### Cinema
- Posh (The Riot Club), regia di Lone Scherfig (2014)
- Burn Burn Burn, regia di Chanya Button (2015)
- Official Secrets - Segreto di stato (Official Secrets), regia di Gavin Hood (2019)
- Un amore e mille matrimoni (Love Wedding Repeat), regia di Dean Craig (2020)
- La figlia oscura (The Lost Daughter), regia di Maggie Gyllenhaal (2021)
- Spencer, regia di Pablo Larraín (2021)

### Televisione
- Pramface – serie TV, episodio 1x04 (2012)
- Silk – serie TV, episodio 2x03 (2012)
- Blandings – serie TV, 13 episodi (2013-2014)
- Dancing on the Edge, regia di Stephen Poliakoff – miniserie TV, puntata 3 (2013)
- Da Vinci's Demons – serie TV, episodio 1x04 (2013)
- Poirot (Agatha Christie's Poirot) – serie TV, episodio 13x2 (2014)
- Cilla, regia di Paul Whittington – miniserie TV, puntate 1-3 (2014)
- Poldark – serie TV, 43 episodi (2015-2019)
- Agatha Christie - La serie infernale (The ABC Murders), regia di Alex Gabassi – miniserie TV (2018)
- Chloe - Le maschere della verità (Chloe), regia di Alice Seabright e Amanda Boyle – miniserie TV (2022)
- Rain Dogs – serie TV, 8 episodi (2023)
- The Serial Killer's Wife – serie TV, 4 episodi (2023)
- Towards Zero, regia di Sam Yates – miniserie TV (2025)

## Teatro
- L'Odissea da Omero, regia di Tom Cairns. National Theatre di Londra (2008)
- Romeo e Giulietta di William Shakespeare, regia di Dominic Dromgoole. Shakespeare's Globe di Londra
- Pene d'amor perdute di William Shakespeare, regia di Dominic Dromgoole. Shakespeare's Globe di Londra, tournée statunitense (2009)
- Elena di Euripide, regia di Deborah Bruce. Shakespeare's Globe di Londra (2009)
- La commedia degli errori di William Shakespeare, regia di Roxana Silbert. Royal Exchange di Manchester (2010)
- La zia di Carlo di Brandon Thomas, regia di Braham Murray. Royal Exchange di Manchester (2010)
- Mary Broome di Allan Monkhouse, regia di Auriol Smith. Orange Tree Theatre di Londra (2011)
- Bang Bang Bang di Stella Feehily, regia di Max Stafford-Clark. Octagon Theatre di Londra, North Wall Arts Centre di Oxford, Nuffield Theatre di Southampton (2011)
- Carmen Disruption di Simon Stephens, regia di Michael Longhurst. Almeida Theatre di Londra (2015)
- Wild di Mike Bartlett, regia di James Macdonald. Hampstead Theatre di Londra (2016)
- Closer di Patrick Marber, regia di Clare Lizzimore. Lyric Theatre di Londra (2022)

## Doppiatori italiani
Nelle versioni in italiano delle opere in cui ha recitato, Jack Farthing è stato doppiato da:
- Andrea Mete in Poldark, Agatha Christie - La serie infernale, Spencer
- Daniele Giuliani in Posh
- Luca Mannocci in Un amore e mille matrimoni
- Jacopo Venturiero in La figlia oscura
- Emanuele Ruzza in Chloe - Le maschere della verità